# Isoctenus masculus
Isoctenus masculus är en spindelart som beskrevs av Cândido Firmino de Mello-Leitão 1939. Isoctenus masculus ingår i släktet Isoctenus och familjen Ctenidae. Inga underarter finns listade i Catalogue of Life.